# Pagar Jati (Lintang Kanan)
Pagar Jati is een bestuurslaag in het regentschap Empat Lawang van de provincie Zuid-Sumatra, Indonesië. Pagar Jati telt 818 inwoners (volkstelling 2010).